# MIG (radio)
MIG is een regionale Vlaamse radiozender voor Geraardsbergen, Lierde, Ninove en Zottegem. De zender ging van start op donderdag 4 juni 1981.
MIG brengt een mix van hedendaagse hits en regio-gebonden programma's met nieuws uit Geraardsbergen, Ninove, Zottegem en omgeving. Naast radio en het nieuwsmedium online, is MIG ook een medialab waar jongeren kunnen leren radio maken en verantwoord omgaan met nieuwe media.

## Geschiedenis
MIG is een afscheuring van Radio Geraardsbergen. De beide piratenzenders gingen na 5 weken hun eigen weg. De eerste roepnaam van MIG was Radio MIGNON, een afkorting voor Muziek in Geraardsbergen Nu of Nooit.
Met een tiental medewerkers werd vanuit een geïmproviseerde studio langs de Guilleminlaan te Geraardsbergen uitgezonden via FM 103,0 MHz; dit enkel in het weekend van zaterdagochtend tot zondagavond. In die tijd maakt Geraardsbergen ook kennis met Radio Alpina en Radio Riool. Na korte tijd haakten deze af, ook Radio Geraardsbergen stopte met de uitzendingen. Radio MIGNON kwam als enige overlevende uit de lokale "etherstrijd".
Vanaf 1982 werd de zender erkend als niet-openbare lokale radio. Vanaf 7 december 1982 mocht de zender officieel via frequentie FM 104,9 MHz uitzenden. De eerste studio's bevonden zich langs de Guilleminlaan in Geraardsbergen. De huidige studio's bevinden zich in het Wolfsveld 7 in Lierde.
Op 1 december 2018 raakte bekend dat MIG niet enkel zijn frequentie in Geraardsbergen mag behouden, maar dat ze ook mag uitbreiden naar Ninove (FM 106.2) en Zottegem (FM 105.2).

## Evenementen
Muziek zonder dakDe eerste editie van Muziek zonder dak werd in 2001 georganiseerd naar aanleiding van 20 jaar MIG. Ook de daaropvolgende edities vonden telkens plaats in het Abdijpark van Geraardsbergen. Er was een editie in 2001, 2002, 2004 en 2005 met optredens van Eddy Wally, Belle Perez, Kate Ryan, Jo Vally, Milk Inc., Sylver, Sandrine, Paul Severs en Natalia.
MIG's 90's PartyMIG organiseerde twee 90's party's. Er was een editie in 2010 en 2011.
MIG's PoolpartyHet openluchtzwembad in Geraardsbergen vormde meermaals het decor voor MIG's Poolparty. Er waren edities in 2010, 2011 en 2014.
Crimi ComedyComedy vormde het thema voor Crimi Comedy. De drie edities vonden telkens plaats in het cultureel centrum De Lier in Lierde. Crimi Comedy vond plaats in 2013, 2014, 2015 met Jonny Trash, Bas Birker, Thomas Smith, Henk Rijckaert, Mungu Cornelis, Wouter Monden, Bert Gabriëls, Steven Goegebeur en Jens Dendoncker.: Gaverrock
in de nazomer van 2017 presenteerde MIG in samenwerking met de organisatie van het populaire dancefestival Dance-D-Vision, het alleerste pop-rock festival in de streek: Gaverrock. Op de affiche stonden namen als Guy Swinnen, Soulsister en headliner Channel Zero.